# Kristin Størmer Steira
Kristin Størmer Steira, född 30 april 1981 i Mo i Rana, Norge, är en norsk längdskidåkare, som slutade på elitnivå 2015.
Steiras genombrott kom säsongen 2004/05. Hon vann sitt första världscuplopp den 22 januari 2005 då hon vann dubbel jaktstart i italienska Pragelato. Under VM i Oberstdorf senare samma år ingick hon i det norska stafettlaget som vann guld. Hon vann även en individuell medalj då hon blev 3:a på dubbeljaktstart.
Under OS 2006 hamnade hon på fjärde plats i tre individuella lopp. Hon var sammanlagt 24 sekunder ifrån 3 medaljer, men fick resa hem medaljlös. Säsongen 2006/07 blev en besvikelse då hon övertränade sig på försäsongen.  Hon kom dock tillbaks starkt och vann en etappseger samt slutade på sjunde plats i den första upplagan av Tour de Ski.
Under VM 2007 vann hon silver på 30 km masstart, brons på 7,5 + 7,5 km dubbeljaktstart och på stafetten.
Vid VM 2009 tog hon medalj för tredje VM i rad på 7,5 + 7,5 km dubbeljaktstart då hon blev tvåa efter Justyna Kowalczyk från Polen
Under OS 2010 slutade hon åtta i 10 km fristil. I nästa lopp, dubbeljakten på 15 km, slutade hon återigen på fjärde plats i ett OS efter en spurtstrid mot svenska silverpristagerskan Anna Haag och polskan Justyna Kowalczyk. I spurten blev hon slagen med endast en tiondel av polskan och det krävdes målfoto för att skilja dem åt. I det avslutande loppet över 30 km i klassisk stil vann hon brons. 
Hon slutade trea i Tour de Ski 2012/2013.

## Meriter
- VM-brons 7,5 + 7,5 km i Oberstdorf 2005
- VM-brons 7,5 + 7,5 km i Sapporo 2007
- VM-guld i 4 x 5 km stafett i Oberstdorf 2005